# Synagoga w Strzyżowie
Synagoga w Strzyżowie – zabytkowa synagoga późnobarokowa czynna od końca XVIII wieku do agresji Niemiec na Polskę, od 1966 siedziba Biblioteki Publicznej Gminy i Miasta im. Juliana Przybosia w Strzyżowie.

## Historia
Synagoga została zbudowana w czwartej ćwierci XVIII wieku bezpośrednio na południe od cmentarza żydowskiego z początku XVII w., na miejscu drewnianej synagogi z XVII w. Nie występuje na austriackiej mapie wojskowej Miega z 1779–1783, natomiast Ewaryst Andrzej Kuropatnicki, który odwiedził Strzyżów, wspomina ją w Geographii albo Dokładnym opisaniu Królestw Gallicyi i Lodomeryi z 1786 jako nowo wymurowaną.
W synagodze działały instytucje szkolne: cheder i jesziwa, a także biblioteka żydowska. Była miejscem obrad starszyzny kahału.
W 1887 przy synagodze, zwanej w testamencie miejscowego kupca „bożnicą wielką murowaną”, funkcjonowały także osobne mniejsze obiekty dla mężczyzn i dla kobiet. Jeden z takich domów modlitwy zawalił się w 1884, a inny spłonął w 1886.
Gmina żydowska pod przewodnictwem rabina obejmowała zasięgiem okoliczne miejscowości, w tym Dobrzechów. Liczyła 933 osoby w 1870, 1121 osób w 1900, 841 osób w 1921 i 1238 osób w 1940. Rabini Chaim Horowitz i Nehemiasz Spiro z okresu II Rzeczpospolitej mieszkali w kamienicach przy rynku strzyżowskim.
W 1916 studia rabinackie w Strzyżowie pod kierunkiem Altera Horowitza ukończył Józef Chaim Fränkel z Sędziszowa. W 1938/1939 ze zbiorów czytelni w synagodze, obejmujących 1250 tomów, korzystało 245 czytelników. Nauczycielami w chederze byli Lejb Ettinger, Mojżesz Friedmann i Noe Schreiber.
Po ustanowieniu w mieście okupacji niemieckiej we wrześniu 1939 hitlerowcy zdewastowali synagogę. W latach 1940–1944 użytkowali jej budynek jako magazyn urządzeń gospodarczych, a na podwórzu od strony południowej uruchomili warsztat naprawy samochodów.
Po zakończeniu wojny budynek należał do strzyżowskiej Gminnej Spółdzielni „Samopomoc Chłopska”. Do 1964 funkcjonował jako magazyn nawozów sztucznych i sklep paliw płynnych.
W 1961 powstał plan otwarcia w synagodze zakładu gastronomicznego z kawiarnią. Ostatecznie decyzją Ministerstwa Kultury i Sztuki z 5 czerwca 1964 synagoga została przekazana na potrzeby Miejskiej Biblioteki Publicznej (jej organizatorem był dyrektor Wojewódzkiej i Miejskiej Biblioteki Publicznej w Rzeszowie, Stanisław Piziak). W latach 1964–1966 synagoga została gruntownie wyremontowana i zaadaptowana do nowego przeznaczenia według projektu Czesława Białego. Główną salę modlitewną przecięto płytą na dwie kondygnacje, zbudowano wewnętrzną klatkę schodową, izbę szkolną podzielono na trzy pomieszczenia, w miejscu szafy ołtarzowej aron ha-kodesz powstało dodatkowe okno, zainstalowano system grzewczy, wodny i kanalizacyjny. Prace sfinansowało Prezydium Wojewódzkiej Rady Narodowej w Rzeszowie ze środków na kulturę. Następnie w latach 1966–1967 Sabina Kozłowska i Bogusław Bałos przeprowadzili techniką kazeinową konserwację fragmentu osypującej się wówczas XIX-wiecznej polichromii w centralnej części synagogi, ponad dawną bimą. Pozostałe malowidła ścienne zostały po wykonaniu ekspertyzy pokryte białą farbą, co uzasadniono brakiem środków na ich restaurację. W 1967 budynek stał się siedzibą Towarzystwa Miłośników Ziemi Strzyżowskiej.
W latach 2012–2013 miał miejsce kolejny remont generalny, który objął elewację, dach i wnętrze obiektu, pomalowane wówczas na kolor żółty. W 2013 Elżbieta Bakun i Piotr Bakun poddali analizie i systematycznej konserwacji malowidła w bimie, w których pojawiły się zniekształcenia kolorystyczne i ubytki. W 2014 pod sklepieniem bimy otwarta została wystawa stała poświęcona społeczności Żydów strzyżowskich.

## Architektura
Murowany z kamienia i cegły oraz orientowany budynek synagogi został wzniesiony na planie prostokąta w stylu późnobarokowym i przykryty czterospadowym dachem. Z jego pierwotnej bryły nie zachowały się wyłącznie schody prowadzące niegdyś bezpośrednio na piętro przybudówki zachodniej, do galerii babińca. W dolnej kondygnacji przybudówki, oświetlonej półkolistymi oknami, mieści się wejście do synagogi. W pięcioosiowych elewacjach północnej i południowej oraz trzyosiowej elewacji wschodniej występują dwa poziomy prostokątnych okien, osadzonych w głębokich niszach zamkniętych łukiem odcinkowym. Na dekorację zewnętrzną składają się zaokrąglone narożniki i ramowy podział ścian, zwieńczonych profilowanymi gzymsami, przez zastosowanie pilastrów. Rozmieszczenie pilastrów na elewacji odpowiada dziewięciopolowemu układowi głównej (męskiej) sali modlitewnej we wnętrzu, o proporcjach zaczerpniętych ze złotego podziału. Z wyposażenia zachowały się klepkowe, drewniane drzwi wejściowe na obu poziomach przybudówki.
W okresie funkcjonowania synagogi wschodnią część wnętrza zajmowała prostokątna główna sala modlitewna, a zachodnią część – izba szkolna i na piętrze ponad nią babiniec, z którego kobiety śledziły przebieg nabożeństwa przez obszerną arkadę.
Sala modlitewna dla mężczyzn z wolnostojącą bimą opartą na czterech filarach jest przykryta dziewięciopolowym sklepieniem żaglowym. Plan ten, charakterystyczny dla synagog barokowych, rozwijał się od początku XVII w. na terenie Polski. Filary, zgodnie z tendencją zarysowaną pod koniec XVIII w., stoją na zewnątrz linii złotego podziału, co pozwoliło zwiększyć przestrzeń pola centralnego.

## Polichromia

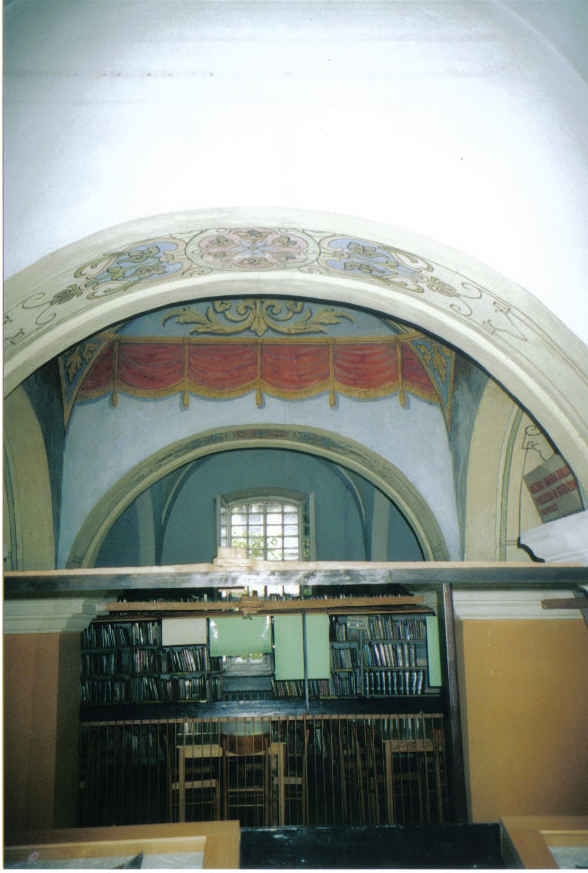
Wnętrze synagogi

W obrębie bimy zachowały się fragmenty polichromii w stylu rokokowym, która pokrywała pierwotnie całe wnętrze synagogi. Należy do nich przedstawienie Lewiatana jako długiej ryby zwiniętej w okrąg na tle spienionych wód wewnątrz sklepienia, iluzjonistyczne gzymsy w żaglach sklepienia, draperie na ścianach tarczowych arkad oraz ornamenty roślinne w podłuczach. 
Pierwsza dekoracja malarska wnętrza, wykonana na pobiale prawdopodobnie temperą klejową, pochodziła zapewne z okresu budowy pod koniec XVIII w. Kompozycja była zbliżona do późniejszej, jeśli nie liczyć imitowanej marmoryzacji w podłuczach arkad, natomiast kolorystyka opierała się na bieli, ochrze, umbrze, sienie i czerni. Polichromia została przemalowana w żywych kolorach z wyrazistym światłocieniem około połowy XIX w. Trzecia warstwa powstała w latach 1928–1935, ukończona przez Aharona Josefa Garfinkela. Marmoryzację w podłuczach zastąpił wówczas ornament roślinny, dodane zostały prawdopodobnie barokowe żagielki w rogach sklepienia, forma uległa uproszczeniu, a światłocień – spłyceniu. Podczas konserwacji w 2013 odkrywki wcześniejszych warstw zostały udokumentowane i z uwagi na niemożliwość usunięcia odwróceń światłocienia powstałych w latach trzydziestych lub sześćdziesiątych po zakonserwowaniu zamalowane zgodnie z ostatnią warstwą kompozycyjną.

## Rabini
- Ciwi Elimejlech (1745–1821)
- Dawid Elimejlech (1804–1874, syn Ciwiego)
- Eleazar Elimejlech (brat Dawida)
- Szlomo Elimejlech (1813–1893, syn Eleazara)
- Alter Horowitz (rabin w 1916; pochowany na cmentarzu żydowskim z 1879 pod Żarnowską Górą[5])
- Jehuda Lejb Spiro (rabin w 1920)
- Chaim Horowitz
- Naftali Horowitz
- Nehemiasz Spiro (syn Jehudy, rabin od 1932)[15]